# Plymouth (Wisconsin)
Plymouth – miasto w Stanach Zjednoczonych, w stanie Wisconsin, w hrabstwie Sheboygan.